# ヘルソン・バレート
ヘルソン・アレクシス・バレート・ガンボア（Gerson Alexis Barreto Gamboa 、1995年8月18日 - ）は、ペルー・リマ出身のプロサッカー選手。プリメーラ・ディビシオン・CDウニベルシダ・セサル・バジェホ所属。ポジションは、ミッドフィールダー。

## クラブ歴
ウニベルシタリオとアカデミカ・デポルティーバ・カントラオでプレーした後、2019年7月にウニベルシタリオに復帰した。

## タイトル
ウニベルシタリオ
- ペルー・プリメーラ・ディビシオン: 2013

アカデミカ・デポルティーバ・カントラオ
- ペルー・セグンダ・ディビシオン: 2016